# Quắn hoa Hải Nam
Quắn hoa Hải Nam (danh pháp khoa học: Helicia hainanensis) là một loài thực vật có hoa trong họ Quắn hoa. Loài này được Hayata miêu tả khoa học đầu tiên năm 1920.